# 阿尔弗雷德·恩格尔森
阿尔弗雷德·恩格尔森（挪威語：Alfred Engelsen，1893年1月16日—1966年9月13日），挪威男子竞技体操及跳水运动员。他曾代表挪威获得1912年夏季奥运会体操比赛男子团体自由式金牌。他在该届奥运会也参加了跳水比赛。